# Centro cultural San Clemente
El Centro Cultural San Clemente, de Toledo, es un museo que alberga la Biblioteca, la Unidad de Restauración y el Centro de Exposiciones de la Diputación Provincial de Toledo.

## Historia
El Centro  forma parte del Imperial Monasterio de San Clemente, construido en el siglo XII. Cuenta con dos patios y dos pisos superpuestos, con arcos de medio punto y arquitrabes en la parte alta. Los soportes son columnas de piedra talladas. Se realizaron diversas modificaciones en el siglo XVI, destaca la portada plateresca del arquitecto Alonso de Covarrubias que sirve de entrada al recinto.

## Exposiciones
El Recinto muestra exposiciones de artistas y colectivos de la provincia de Toledo, y exposiciones temporales autores internacionales como Andy Warhol con "Todo empezó así... Warhol en Toledo" (2017). En 2019 mostró una exposición relativa a la naturaleza, procedente del Museo de Ciencias Naturales, y las muestras de pintura hiperrealista de Julián Orgaz Zazo,  "Armas y Almas" de Daniel Garbade, "Gloria" de Baldo Limón y las acuarelas Yolanda Fernández Castro. En 2018 mostró las fotografías de Francisco Ontañon: Cazando imágenes con Miguel Delibes. El museo alberga también la Biblioteca y Centro de Estudios Juana de Mariana.